# Kells (Meath)
Kells (irl. Ceanannas) – miasto w hrabstwie Meath w Irlandii, leży 16 km od Navan i 65 km od Dublina przy autostradzie M3. W 2011 miasto zamieszkiwało 5888 osób (3009 kobiet oraz 2879 mężczyzn.

## Historia
Przyjmuje się początki miasta na około 804 roku n.e. Wtedy to mnisi uciekający przed najazdem wikingów założyli klasztor, który rozkwitł w wieku X, XI i XII. W tym okresie został zakończony bogato ilustrowany manuskrypt, Ewangeliarz znany jako Księga z Kells, jeden z najpopularniejszych zabytków miasta, aktualnie znajdujący się w Trinity College w Dublinie. W Kells można do dziś oglądać dawny klasztor Opactwa w Kells z jego okrągłą wieżą oraz 5 wielkich celtyckich krzyży, z czego 4 na cmentarzu przy kościele Św. Kolumby.

## Ciekawe miejsca
- Ruiny opactwa w Kells z okrągłą wieżą i pięcioma wielkimi celtyckimi krzyżami
- Oratorium wykonane w całości z kamienia (łącznie z dachem) (St. Colmcille's House)
- Wzgórze Lloyda, nazwane na cześć Thomasa Lloyda Enniskillen, wraz z wieżą na kształt latarni morskiej, zbudowaną w XVIII w.

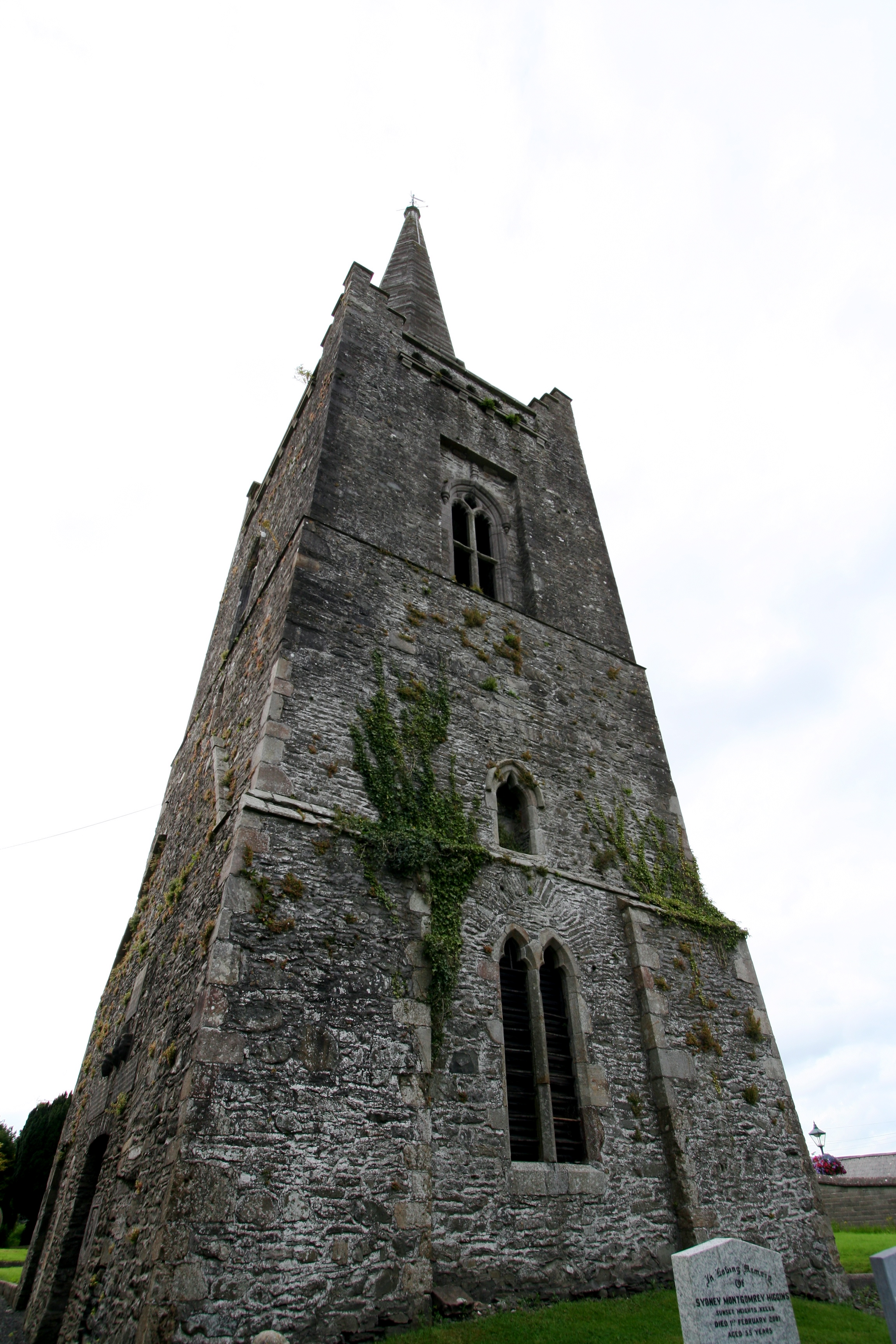
Opactwo w Kells (2007)

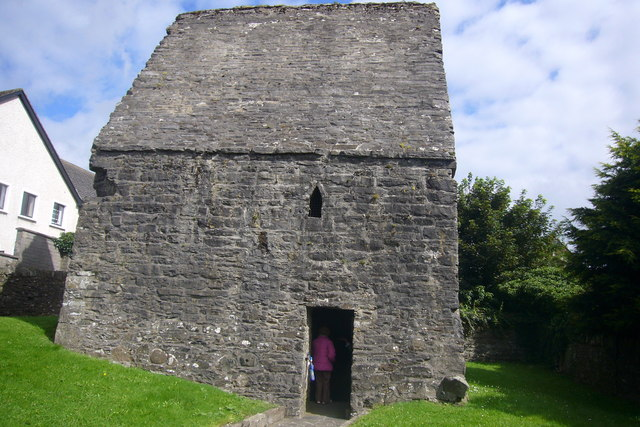
St. Colmicille's House

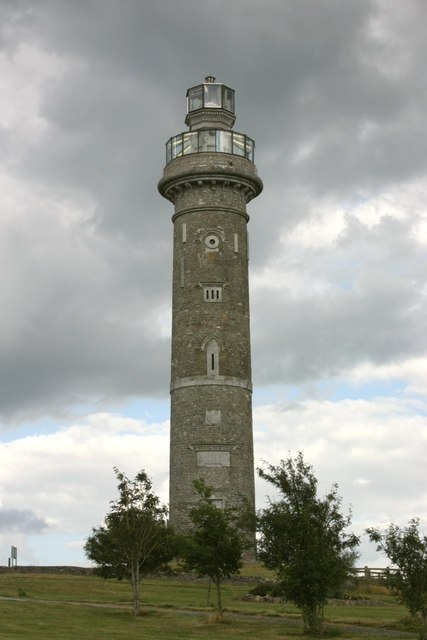
Wieża Lloyda